# Акалтин (Кашкадар'їнська область)
Акалтин (узб. Oqoltin, Оқолтин) — міське селище в Узбекистані, у Нішанському районі Кашкадар'їнської області.
Статус міського селища з 2009 року.